# ISDM Zemledeliye
ISDM Zemledeliye (russe : Земледелие, litt. Agriculture) est un système russe de poseur de mines à distance (ИСДМ). Conçu pour la création rapide de champs de mines dans des zones particulièrement dangereuses à distance. Le système est utilisé lors de l'invasion russe de l'Ukraine, notamment lors de la contre-offensive ukrainienne de 2023.

## Développement
Dans les années 1970, après des essais militaires, l’armée soviétique a refusé d’adopter un système similaire basé sur les MLRS Grad et Uragan. Le problème s'est avéré être la faible précision des lanceurs de l'époque sur de longues distances et l'incapacité de contrôler la configuration du champ de mines déployé. Un tel champ de mines pourrait devenir une menace non seulement pour l’ennemi, mais aussi pour les troupes amies.
L’armée russe a terminé les tests du système Zemledeliye fin 2020, lors des exercices Caucase-2020.
Sergueï Chemezov a déclaré qu'en plus des missiles équipés de mines, des munitions de haute précision avaient également été développées pour cette arme et que pour leur production, un atelier spécial avait été construit à NPO Splav.

### LRM Vozrozhdenie
En décembre 2023, plusieurs sources ont annoncé qu'un nouveau type de lance-roquettes multiples basé en grande partie sur l'ISDM était en phase de développement. Le LRM Vozrozhdenie est un nouveau système de lance-roquettes multiples bicalibre. Selon le peu d'information disponible, il sera équipé de deux paniers à roquettes, un de 140 mm pour disperser des mines et un de 220 mm pour des attaques au sol. Le Vozrozhdenie pourra normalement être capable de tirer des roquettes de BM-27, TOS-1, TOS-2. Contrairement au Zemledeliye, le Vozrozhdenie utilise un autre calibre pour disperser des mines ce qui indique que les munitions du Zemledeliye ne seront sûrement pas compatibles avec le nouveau véhicule.
En février, 2024 Sergueï Choïgou a visité l'entreprise NPO Strela et les premières images du Vozrozhdenie ont été dévoilées. Le directeur de Rostec Sergueï Tchemezov a annoncé que le véhicule entrerait en production dans le premier semestre 2024.

## Description
Le principe de fonctionnement de l'ISDM est similaire à celui d'un MLRS, extérieurement, le système ressemble aux BM-21 Grad et Tornado-G, comme eux il a un calibre de 122 mm, mais pour la dispersion de mines, il utilise des munitions avec un moteur à combustible solide, remplies de divers types de mines. Chaque KamAZ transporte deux blocs de 25 missiles chargés de mines. Leur portée de vol est de 5 à 15 km. Lors du lancement des mines le véhicule va créer une carte du champ de mines qu'il vient de créer.
Les missiles à trajectoire corrigée permettent à l’ISDM de déployer un champ de mines en quelques minutes. Le système tire des roquettes dispersent les mines à un endroit donné. L'opérateur peut choisir qu'elle type de champ il veut créer, il peut modifier l'espacement et la disposition des mines ainsi que le type de mines. Le véhicule aurait aussi la possibilité de créer une zone de passage sûr pour permettre aux alliées de traverser le champ de mines sans danger. Conformément au deuxième protocole de la Convention d'Ottawa, chaque mine est équipée de mécanismes d'autodestruction programmables. Cela garantit que les champs de mines ne durent pas éternellement, mais sont désactivés après un certain temps sans intervention humaine. Le véhicule programme automatiquement la durée d'autodestruction des mines en fonction des commandes de l'opérateur.
Le complexe comprend : un véhicule de combat sur un châssis de KamAZ-6560 à huit roues équipé d'une grue hydraulique à l'arrière pour faciliter le rechargement, un véhicule de ravitaillement et des conteneurs de lancement contenant des munitions guidées ou non. Contrairement aux autres lance-roquettes multiple russe le rechargement se faire par blocs entier et non roquettes par roquettes ce qui réduit considérablement le temps de réarmement. Le véhicule de combat est équipé d'un système de navigation par satellite, d'un ordinateur et d'une station météo, qui lui permet d'effectuer des réglages et de prendre en compte l'influence de la météo sur le vol des missiles. Le KamAZ-6560 est propulsé par un moteur diesel KamAZ-740.35-400 ayant une puissance de 400 chevaux ce qui lui permet d'atteindre une vitesse de 90 km/h sur route, il est également équipé d'une boite de vitesse automatique.

## Historique opérationnel
En décembre 2020, l'ISDM Zemledeliye serait entré en service dans les forces armées de la fédération de Russie et Rostec a commencé à fournir le système aux troupes.
La Russie a utilisé l'ISDM Zemledeliye pendant la guerre en Ukraine. Il a été aperçu pour la première fois dans la région de Kharkov en mars 2022. Il a également été utilisé pour repousser la contre-offensive ukrainienne de 2023 en aidant à créer un des champs de mines les plus dense au monde,.

## Opérateurs
- Russie